# Мост Хуани
Мост Хуани (кит. 黄舣长江大桥) — комбинированный мостовой переход, пересекающий реку Янцзы, расположенный на территории городского округа Лучжоу; 35-й по длине основного пролёта вантовый мост в мире (24-й в Китае и 1-й в провинции Сычуань). Является частью национальной скоростной автодороги G4215 (S4) Чэнду — Цзуньи.

## Характеристика
Мостовой переход соединяет северный и южный берега реки Янцзы соответственно районы Лунматань и Цзянъян городского округа Лучжоу.
Длина мостового перехода — 1223 м, в том числе мост над руслом Янцзы 963 м. Мостовой переход включает двухпилонный вантовый мост с основным пролётом длиной 520 м, который сменяется двумя секциями (с обеих сторон) балочной конструкции, затем идут мостовые подходы. Пролёты моста 39+53+48+520+53+（5×48) м. Высота основных башенных опор — 210 и 123,5 м. Башенные опоры имеют форму перевёрнутой буквы Y, с разомкнутым верхом и двумя перекрытиями. Мостовые опоры V-образной формы.
Имеет 6 полос движения (по три в обе стороны).
Был построен в период 1 января 2010 года — 11 апреля 2012 года. Строительство моста обошлось в 544 млн юаней. Открытие моста сократило время в пути на автодороге Чэнду — Цзуньи между Лучжоу и Чэнду с более чем трёх часов до 2,5 часов.